# Юсуф Аль-Матруши
Юсуф Аль-Матруши (1 червня 2003) — еміратський плавець.
Учасник Олімпійських Ігор 2020 року, де в попередніх запливах на дистанції 100 метрів вільним стилем посів 50-те місце і не потрапив до півфіналів.